# Burg Gewerkenegg
Die Burg Gewerkenegg (slowenisch Grad Gewerkenegg) ist eine Burg im Stadtzentrum von Idrija, einer Stadt in der Region Goriška in Slowenien. Ursprünglich als Verwaltungszentrum des Quecksilberbergwerks Idrija gebaut, ist die Burg heute einer der Standorte des Stadtmuseums von Idrija. Die Anlage ist seit 2012 Bestandteil der UNESCO-Welterbestätte Historische Stätten der Quecksilbergewinnung: Almadén und Idrija.

## Geschichte
Mit der Entdeckung von Quecksilber in Idrija am Ende des 15. Jahrhunderts begannen die mit dem Bergbau zusammenhängenden Aktivitäten die Stadt und ihre Umgebung zu prägen.
Burg Gewerkenegg wurde zwischen 1522 und 1533 von den Grubenbesitzern zur Unterstützung des Bergbaus errichtet. Im Gegensatz zu den meisten anderen Burgen aus der gleichen Zeit diente Gewerkenegg nie militärischen Zwecken, noch wurde sie als Residenz des Adels genutzt. Vielmehr bestand die Hauptfunktion der Anlage darin, Lager für das abgebauten Quecksilber zu sein und Büroräume für die Bergwerksverwaltung bereitzustellen. Die diente als Lagerhaus, bis Ende des 18. Jahrhunderts ein eigenes Lager in der Stadt gebaut wurde. Burg Gewerkenegg ist es eines der ältesten Gebäude in Idrija und beherbergt seit 1953 das Stadtmuseum.

## Lage und Struktur
Die Burg steht auf einem kleinen Hügel im Westen der Stadt. Das Gebäude hat eine nahezu rechteckige Form mit drei Wehrtürmen, die in den nordwestlichen, nordöstlichen und südöstlichen Ecken positioniert sind. Die Südseite steht auf einem Abhang über dem Nikova-Bach, daher hat die südöstliche Ecke keinen Turm. In der Mitte der Ostwand befindet sich ein Glockenturm. Das Schloss hat zwei Eingänge: der östliche ist über eine Treppe der westliche von der Straße aus zugänglich. Er führt direkt in den Innenhof.

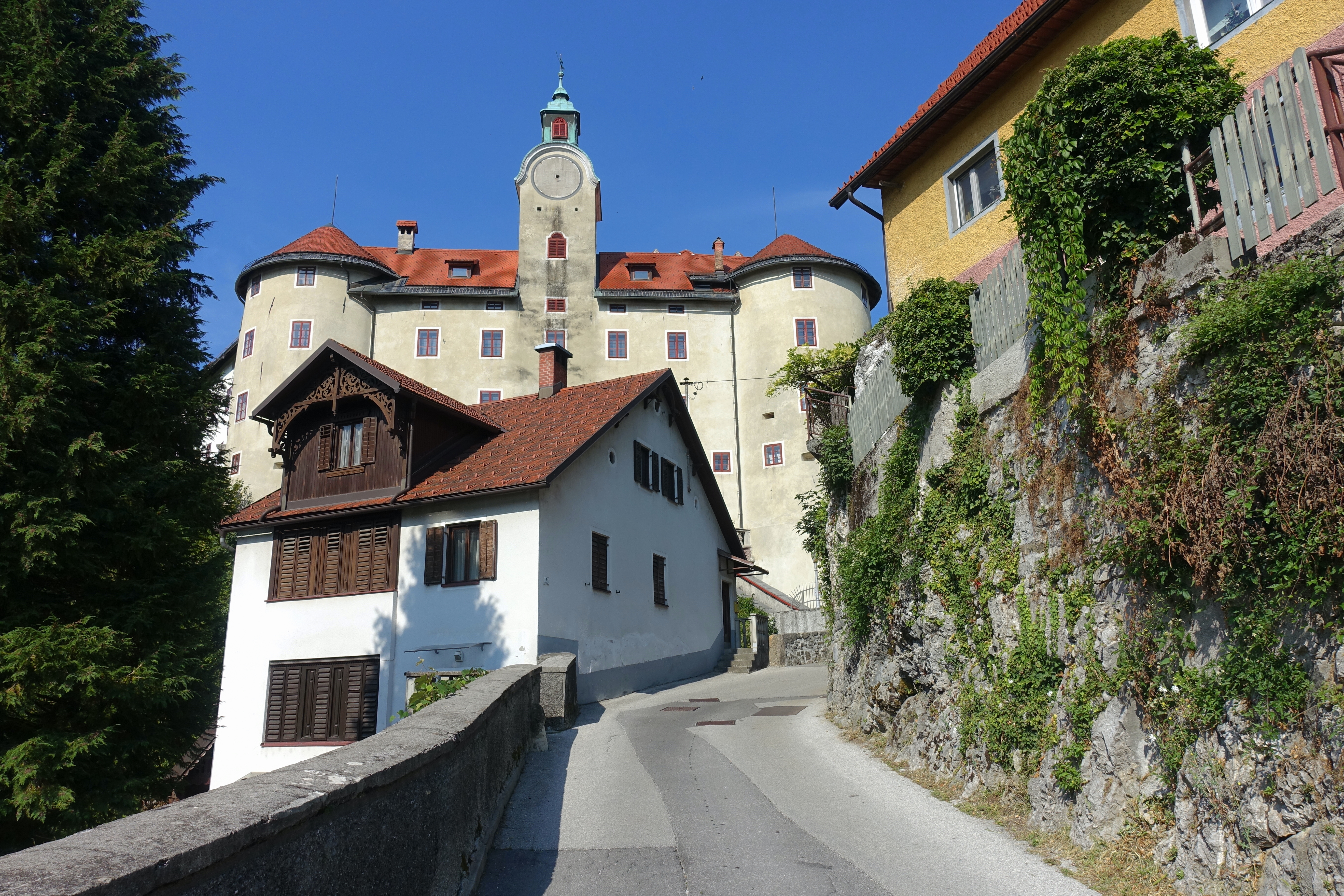
Zugang vom Stadtzentrum
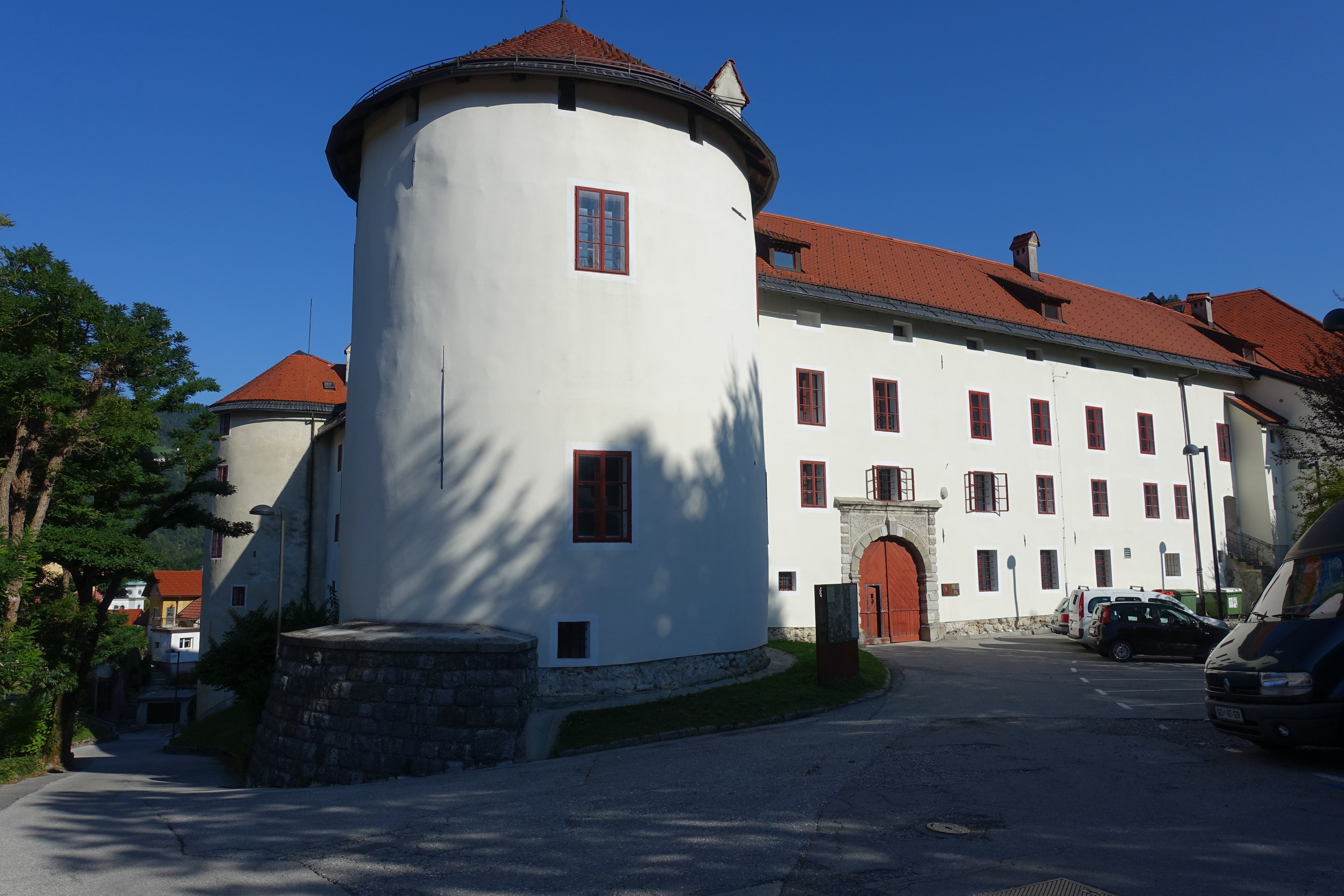
Zugang von Westen
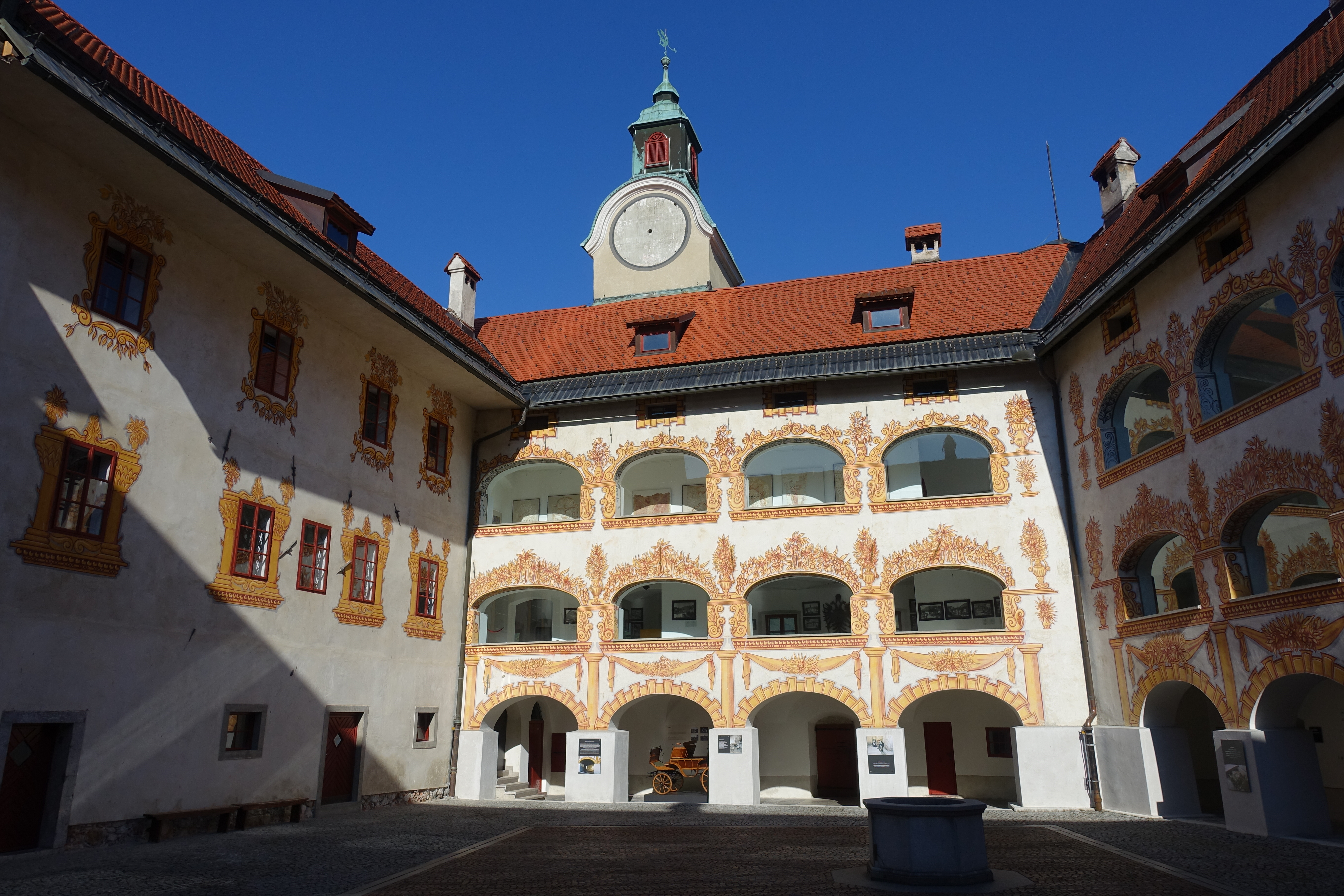
Innenhof